# Osleston and Thurvaston
Osleston and Thurvaston est une paroisse civile du Derbyshire, en Angleterre.